# HD 46075
HD 46075，又名BD+11 1207，SAO 95783、HR 2374，是一颗恒星，视星等为6.65，位于銀經200.2，銀緯1.04，其B1900.0坐标为赤經6h 26m 4.3s，赤緯+11° 1.04′ 45″。